# Sestra Angelika
Sestra Angelika (v italském originále Suor Angelica) je patrně nejméně uváděnou jednoaktovou operou z cyklu Triptych Giacommo Pucciniho. Svým charakterem se v tomto případě jedná o jakési lyrické melodrama.

## Stručný děj
Děj opery se odehrává v Itálii, v prostředí kláštera na sklonku 17. století. Sestra Angelika je šlechtična, které její rodina odebrala nemanželské dítě a poslala ji do kláštera. Když se od své tety (a své poručnice) dozví, že její syn zemřel, touží po setkání s ním a nakonec se otráví silným odvarem z bylin. V příběhu, který se zdá být téměř bezvýchodný, přináší usmíření vstup Panny Marie, která Angelice její prohřešek odpouští.

## Postavy
Všechny postavy vystupující v této opeře jsou ženy (s výjimkou němé role mladého dítěte v závěru). Vedle hlavní hrdinky příběhu (sestra Angelika – soprán), jde zejména o osazenstvo kláštera, z nichž mají největší prostor matka představená – abatyše (mezzosoprán) a novicka (jakási spřízněná duše Angeliky - soprán): Výčet dalších postav žijících v klášteře je následující: sestra dohlížitelka (mezzosoprán), vychovatelka novicek (mezzosoprán), sestra Jenovéfa (soprán), sestra Osmina (soprán), sestra Dolcina (soprán), sestra pečovatelka (mezzosoprán), almužnice (soprány), klášterní služebnice (soprány a mezzosoprány). V kontrastu s těmito postavami je kněžna, Angeličina teta (alt), což je velmi negativní postava, která představuje zlý svět za zdmi kláštera.

## Z inscenační historie v Česku
V českém jazyce se opera (samostatně) poprvé hrála v Ústí nad Labem v Městském divadle dne 16. prosince 1994. V roce 2008 ji (spolu s další Pucciniho jednoaktovkou Gianni Schicchi) inscenovalo Slezské divadlo v Opavě. Další dvě inscenace (výhradně zaměřené na tuto operu) jsou studentské. V roce 2011 se jednalo o inscenaci Hudební fakulty JAMU, která byla mj. uvedena i v klášterním komplexu v Rajhradě.V roce 2016 pak jde o počin studentů Konzervatoře Pardubice, kteří tuto operu provedli v rámci komponovaného operního představení k poctě G. Pucciniho.

## Zajímavosti
Puccini měl k tématu opery poměrně blízko. Jeho sestra Ramelda byla totiž řeholnicí.
Dale si lze povšimnout, že když autor nechává v opeře zaznít modlitbám (viz třeba vstupní "Ave Maria, piena di grazia, il Signore é teco...."), používá slova v italském jazyce a ne nikoliv v tehdy obvyklém jazyce latinském.